# Ćajwala

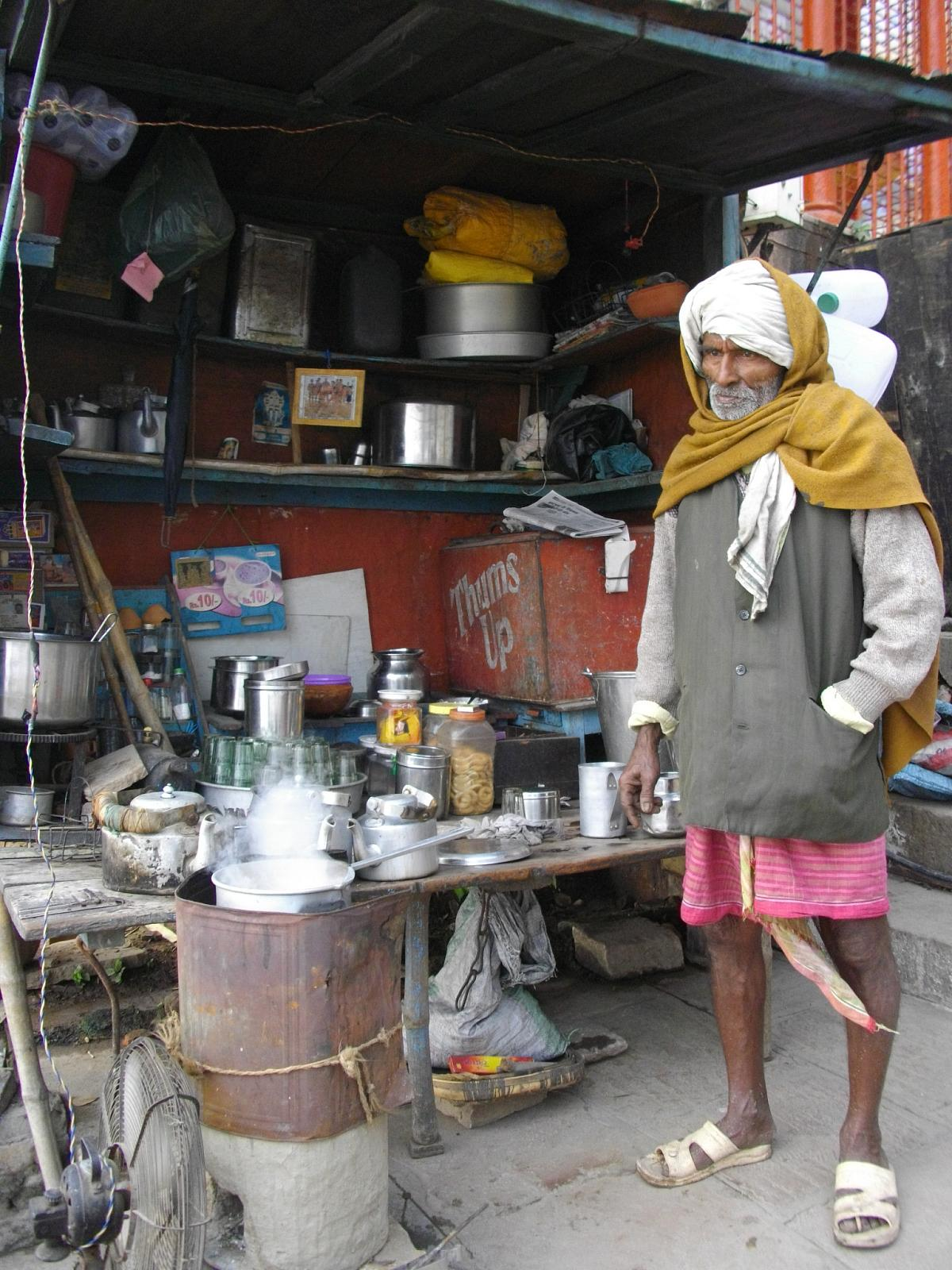
Ćajwala przy swoim stoisku w Waranasi

Ćajwala – indyjski uliczny sprzedawca herbaty lub osoba roznosząca herbatę dla pasażerów pociągu. Ćajwala przenoszą lub przewożą czajniki z przygotowaną herbatą (zazwyczaj masala ćaj) i podają ją w świeżo palonych glinianych kubkach (wyrzucanych zaraz po spożyciu), małych szklankach lub białych plastikowych jednorazowych kubkach.

## Odnośniki kulturowe
- Główny bohater filmu Slumdog. Milioner z ulicy to ćajwala Jamal Malik.